# Adolf von Ernst

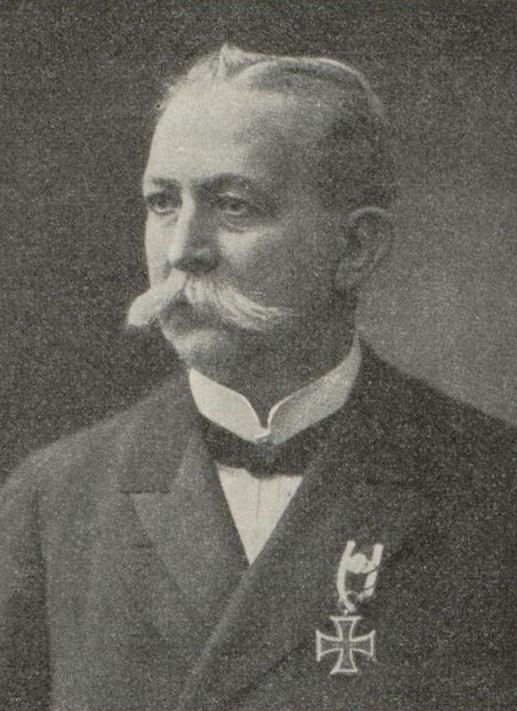
Adolf von Ernst

Adolf von Ernst (bis 1905 Adolf Ernst, * 17. März 1845 in Berlin; † 28. August 1907 in Meiringen, Schweiz) war ein deutscher Ingenieur und Hochschullehrer. 

## Leben
Adolf Ernst war der jüngste Sohn des Geheimen Oberjustizrats Wilhelm Ernst. Er besuchte das Friedrichswerdersche Gymnasium und bestand dort im Frühjahr 1863 die Reifeprüfung. Nach einer anderthalbjährigen praktischen Tätigkeit in einer Maschinenfabrik besuchte er die Berliner Gewerbeakademie. 1866 unterbrach er sein Studium, um als Einjährig-Freiwilliger zu dienen, war aber nicht an Kampfhandlungen während des Deutschen Krieges beteiligt. Ab 1868 arbeitete er, unterbrochen von einem einjährigen Englandaufenthalt, als Ingenieur in Berliner Maschinenfabriken. In der Schlacht bei Spichern während des Deutsch-Französischen Krieges wurde er durch einen Schuss in den Oberschenkel verwundet, kehrte aber bereits im Oktober 1870 zu seinem Regiment zurück. Im Januar 1871 erhielt Ernst bei Vendôme durch einen Schuss in den Unterleib eine lebensgefährliche Verletzung. Während des 
fast fünf Jahre andauernden Krankenlagers bereitete er sich auf die Staatsprüfung für das Lehrfach an Höheren Gewerbeschulen in Preußen vor, die er mit dem Prädikat „vorzüglich“ bestand. Nach absolvierter Prüfung im Jahr 1876 erhielt er eine Anstellung an der Höheren Gewerbeschule in Halberstadt. 1884 wurde Ernst als Professor an die Technische Hochschule Stuttgart berufen. Ein 1892 an ihn ergangener Ruf der Technischen Hochschule Dresden lehnte er ab. Seine Kriegsverletzung zwang Adolf von Ernst im Sommersemester 1906 dazu, seine Vorlesungen ganz auszusetzen. Auch im nachfolgenden Wintersemester konnte er seine Arbeit nicht wieder vollständig aufnehmen. Seinem Antrag auf Pensionierung wurde entsprochen, sodass er zum 1. Oktober 1907 pensioniert worden wäre.
Adolf Ernst hatte 1883 sein Buch Die Hebezeuge veröffentlicht, von dem bis 1903 drei weitere Auflagen erschienen. Weitere literarische Werke waren seine Schriften Kultur und Technik aus dem Jahr 1888 und James Watt und die Grundlagen des modernen Dampfmaschinenbaues aus dem Jahr 1897 sowie  die Monographie Denkwürdigkeiten von Heinrich und Amalie von Beguelin aus dem Jahr 1892. In der Zeitschrift des Vereines deutscher Ingenieure veröffentlichte er zahlreiche Aufsätze. Von Gerichten wurde er häufig als Sachverständiger berufen.
Adolf Ernst war lange Jahre ehrenamtlich im Verein Deutscher Ingenieure (VDI) und dessen württembergischem Bezirksverein tätig. 1893 und 1894 saß er im Vorstand des VDI. 1897 und 1898 war er Vorsitzender des Bezirksvereins. Mehrere Jahre war er als Schriftführer Vorstandsmitglied des Württembergischen Dampfkesselrevisionsvereins.
Adolf Ernst war seit 1876 mit Susanne, geborene von Béguelin, verheiratet und Vater von zwei Söhnen und zwei Töchtern. Seine Frau war eine Enkelin von Amalie und Heinrich von Béguelin. Er starb im August 1907 während eines Erholungsaufenthaltes in der Schweiz an den Folgen einer Blinddarmentzündung. Seine Frau, die seit 1885 unter einer fortschreitenden Lähmung litt, war im Februar 1907 gestorben.

## Auszeichnungen
- 1870 erhielt Ernst für seinen Einsatz in Spichern das Eiserne Kreuz.
- 1904 verlieh die TH Darmstadt Ernst die Ehrendoktorwürde der Ingenieurwissenschaften.
- 1905 wurde Adolf Ernst mit dem Ehrenkreuz des Ordens der württembergischen Krone[3] ausgezeichnet, das mit dem persönlichen Adelstitel (Nobilitierung) verbunden war.